# Beli Grič
Beli Grič – wieś w Słowenii, w gminie Mokronog-Trebelno. W 2018 roku liczyła 43 mieszkańców.